# 科爾法克斯鎮區 (密蘇里州艾奇遜縣)
科爾法克斯鎮區（英語：Colfax Township）是位於美國密蘇里州艾奇遜縣的一個行政鎮區。

## 地方資料
科爾法克斯鎮區的面積為108.73平方千米，當中陸地面積為108.69平方千米，而水域面積為0.04平方千米。根據2020年美國人口普查的數據，當地共有人口26人，而人口密度為每平方千米0.24人。